# Сивов, Александр Григорьевич
Александр Григорьевич Сивов (23 ноября 1904, Симбирская губерния — 11 апреля 1969, Томск) — советский геолог, палеонтолог

## Биография
Александр Григорьевич родился в семье фельдшера. Обучение проходило в Кузнецке. Сивов окончил 4 класса духовно-приходской школы, а затем продолжил обучение в гимназии, куда поступил по протекции священнослужителя. После гимназии работал писарем и учителем. В 1927 г. поступил в СТИ на геологшическую специальность горного факультета и в 1931 г. получил диплом горного инженера-геолога. В этом же году поступил в аспирантуру на кафедру палеонтологии, по окончании аспирантуры был принят на эту кафедру ассистентом. Весной 1934 г. исследователь защитил кандидатскую диссертацию на ткму «Геологическое строение верхнего течения реки Ус в Западном Саяне». В 1937 г. он был утвержден в ученом звании доцента. С 1959 г. Сивов становится профессором кафедры исторической геологии и палеонтологии ТПИ, с ноября 1961 г. — заведующий этой кафедрой. Александр Григорьевич получает место председателя местного комитета ТПИ В 1945—1946 гг. В 1954—1957 гг. становится деканом геологоразведочного факультета ТПИ.

## Научная деятельность
Сивов интересовался палеонтологией. Он в основном занимался изучением трилобитов — вымершего класса морских членистоногих, имевшего большое значение для фауны палеозойских образований земного шара; известно свыше 10 тыс. ископаемых видов и 5 тыс. родов, объединяемых в 150 семейств и 9 отрядов, стратиграфией и региональной геологией Саяно-Амурской горно-складчатой области. В студенческие годы Сивов принимал участие в работах по изысканию сырьевой базы для строящегося Кузнецкого металлургического комбината.
Исследователь защитил докторскую диссертацию на тему «Кембрий Западного Саяна и смежных с ним районов» в 1954 г., где им была разработана новая схема стратиграфии кембрия данного региона, впервые предложено ярусное расчленение кембрийских отложений, распространенных на всей территории Саяно-Алтайской области, на основе изученных им трилобитов и археоциат (Археоциаты (Archaeocyathi) — тип вымерших беспозвоночных животных. Обитали в морях раннего кембрия (на глубине до 100 м). Археоциаты имели известковый, обычно кубкообразный или роговидноизогнутый пористый скелет, длина в среднем 5—10 см (у некоторых форм до 1 м), поперечник 1,5—3 см. Известно более 1000 видов; найдены во всех частях земного шара. В СССР — на Урале, в Сибири и на Дальнем Востоке. Обычно — одиночные формы, реже — колониальные. Вели прикреплённый образ жизни; иногда образовывали рифоподобные тела. Археоциаты — руководящие ископаемые нижнекембрийских отложений).
Свыше 30 родов трилобитов были новыми для науки, большая их часть позднее была включена в «Основы палеонтологии» (1940 г.)
Сивов впервые расчленил стратиграфический разрез девона Южно-Минусинской котловины на несколько эффузивных, осадочных и интрузивных формаций, отделенных друг от друга поверхностями несогласий (перерывами). По некоторым кардинальным вопросам стратиграфии Саяно-Алтайской области им были предложены важные в научном отношении решения. Так, уточняя схему стратиграфии отложений позднего докембрия юго-запада Кузнецкого Алатау, он обосновал выделение среди них новых подразделений, предложил проводить нижнюю границу среднего докембрия Саяно-Алтайской области по подошве слоев, лежащих выше камешковского горизонта.
Научную работу С. вел в тесном научном содружестве с Западно-Сибирским геологическим управлением. По договору с Шалымской экспедицией в 60-х гг. Сивов совместно с сотрудниками кафедры Л. В. Пешехоновым, В. Д. Камелиной проводил изучение геологического строения юга Кузнецкого Алатау. С 1966 г. руководил работами по изучению четвертичных отложений Кузнецкого бассейна, проводимыми Э. Д. Рябчиковой, Е. К. Чугуевской, А. А. Курбатовой, Л. Б. Пешехоновым.
Сивовым было опубликовано более 50 работ, имеющих важное практическое и теоретическое значение.